# Presse écrite à La Réunion

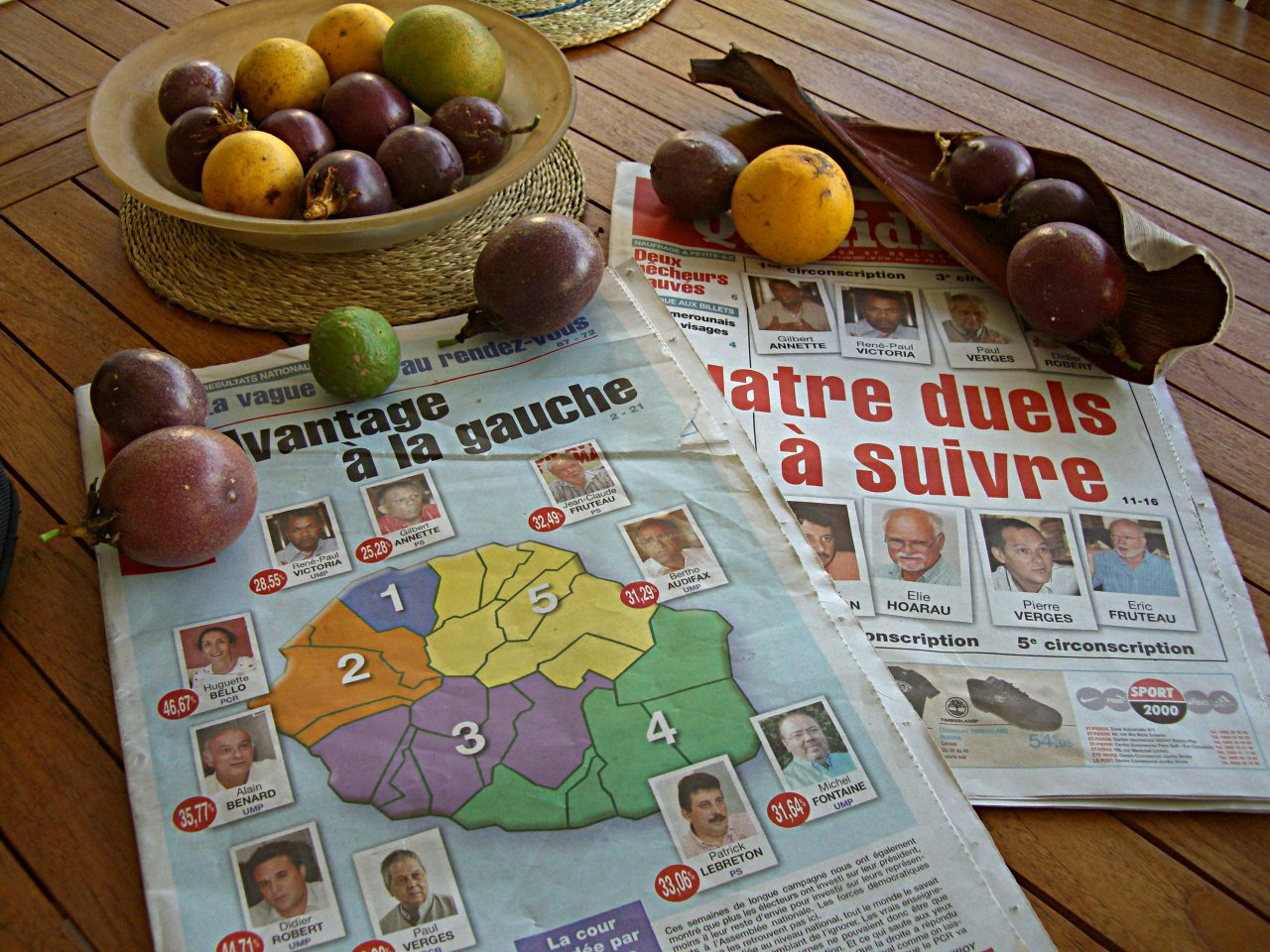
Deux quotidiens réunionnais dont la une traite des élections législatives de 2007 à La Réunion.

La presse écrite se décline à La Réunion de la même façon qu'en France métropolitaine, les principaux titres métropolitains étant importés et distribués par l'Agence réunionnaise de distribution de la presse (ARDP). Néanmoins, on compte par ailleurs un quotidiens et un plus grand nombre d'hebdomadaires et de mensuels produits localement.

## Titres locaux

### Quotidien
- Le Quotidien de La Réunion, journal généraliste, leader du marché.

### Hebdomadaires de télévision
- Visu, à la fois news magazine et magazine de télévision, leader du marché depuis 1982.
- Télé Journal, magazine TV encarté le samedi dans le Journal de l'île de La Réunion, aujourd'hui disparu
- 7 Magazine, magazine de télévision, aujourd'hui disparu
- TéléMag+, magazine de télévision.

### Mensuels
- Mémento, 1er magazine économique de La Réunion, leader de la Zone Océan Indien / Outre-Mer.
- L'Eco Austral, magazine.

### Bimestriels
- Femme Magazine, un bimestriel mettant en avant les Femmes à La Réunion.

TRIMESTRIEL
- BuzBuz (magazine), magazine urbain.
- Maisons Créoles Réunion, le magazine qui mets en avant le patrimoine local.

## Autres acteurs
- Agence réunionnaise de distribution de la presse (ARDP)[2]